# Gracilineustes
Gracilineustes è un genere estinto di rettili marini, appartenente ai crocodilomorfi. Visse tra il Giurassico medio e il Giurassico superiore (Calloviano - Kimmeridgiano, circa 167 - 155 milioni di anni fa) e i suoi resti sono stati ritrovati in Europa. 

## Descrizione
Questo animale aveva un aspetto piuttosto diverso da quello degli attuali coccodrilli: come molte forme simili (ad esempio Geosaurus e Metriorhynchus), Gracilineustes doveva possedere un corpo slanciato e sprovvisto di corazza, con quattro arti trasformati in strutture simili a pagaie (il paio anteriore era più corto) e una lunga coda terminante in una struttura carnosa bilobata. Gracilineustes si distingueva dalle forme simili per il rostro appuntito e molto sottile.

## Classificazione
Gracilineustes appartiene ai metriorinchidi, un gruppo di crocodilomorfi marini dalle zampe trasformate in pagaie e dalla coda bilobata. In particolare, Gracilineustes è parte di un clade noto come metriorinchini, contenente le forme più snelle della famiglia; sembra che Gracilineustes fosse in una posizione più derivata rispetto a Metriorhynchus ma più basale rispetto a Maledictosuchus, Cricosaurus e Rhacheosaurus, che includono le forme più specializzate del gruppo.

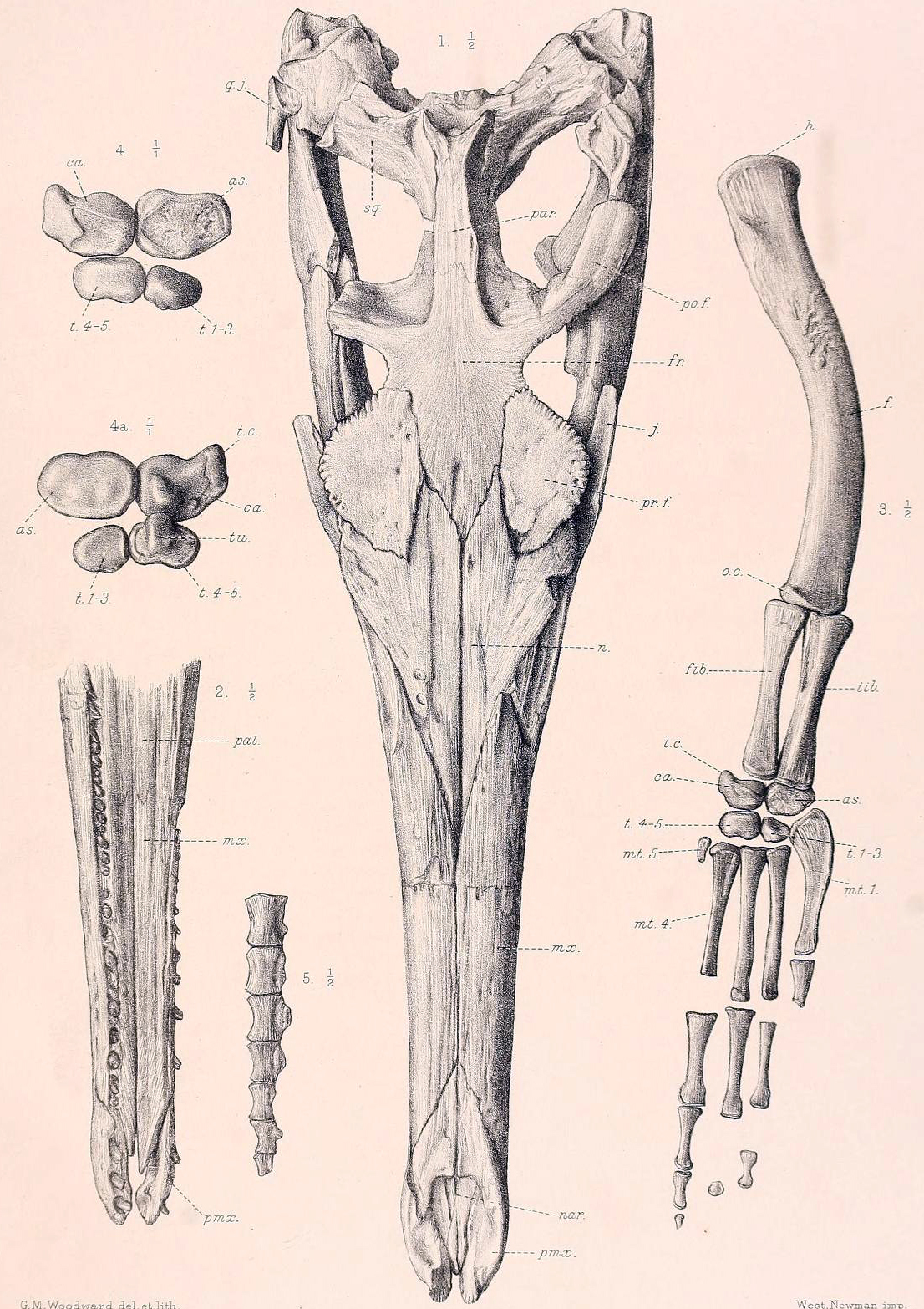
Raffigurazione di cranio e zampa posteriore di Gracilineustes leedsi

I fossili di questo genere sono stati ritrovati in Francia e in Inghilterra, e inizialmente vennero attribuiti ad altri generi di coccodrilli marini. La prima specie nota, proveniente dal Giurassico superiore (Kimmeridgiano) della Francia, fu attribuita al genere Metriorhynchus e venne descritta nel 1887 da Lennier (M. acutus). Nel 1913 venne descritto un altro fossile proveniente dal Calloviano dell'Inghilterra, e attribuita alla specie Metriorhynchus leedsi. La confusione tassonomica dei metriorinchidi venne chiarita sono negli anni 2000: uno studio del 2010 metteva in chiaro la tassonomia delle specie attribuite a Metriorhynchus, e venne quindi istituito il genere Gracilineustes, con due specie: G. acutus e G. leedsi.